# 只見柳津県立自然公園

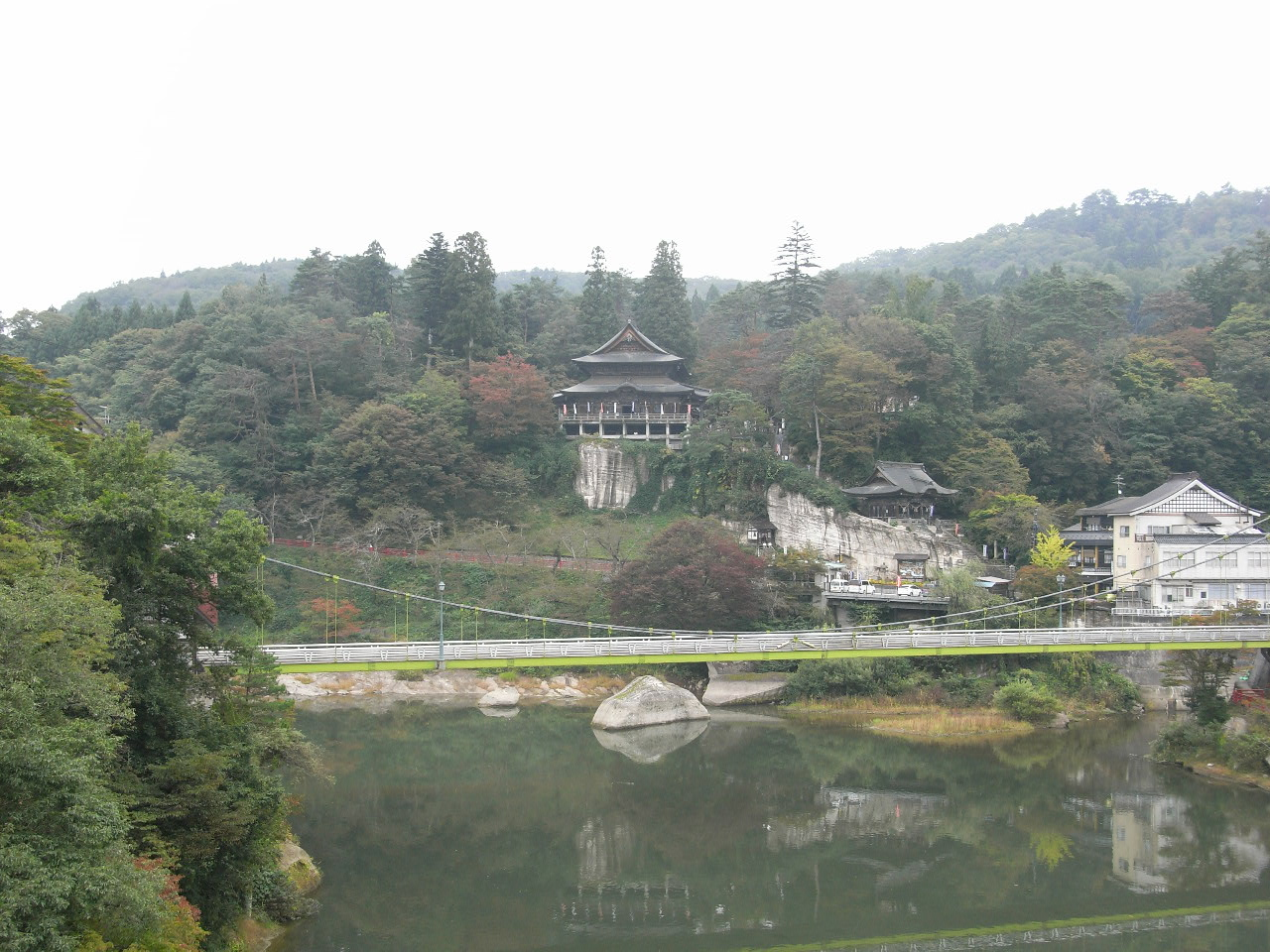
只見川河畔の柳津虚空蔵

只見柳津県立自然公園（ただみやないづけんりつしぜんこうえん）は、福島県の会津地方にある県立の自然公園。2021年10月29日で越後三山只見国定公園に編入され消滅した。

## 概要
昭和26年3月に指定されたが、その後3度にわたって指定区域が拡大されて面積は10,828haになっており、只見川とその下流の阿賀川流域に沿っている。只見町、金山町、三島町、柳津町、西会津町 にまたがっており、新緑や紅葉、初雪の季節を中心に観光客でにぎわいを増す。
只見川沿いは、平行してJR只見線と国道252号も走っているため車窓からも容易に自然が堪能できる。1950年代から始まった只見川の電源開発により多くのダム建設が進められたため、只見線沿線では上流から田子倉、只見、滝、本名（ほんな）、上田（うわだ）、宮下、柳津、片門（かたかど）の各ダム（一部は当自然公園からは外れている）、磐越西線沿線では新郷（しんごう）、山郷（やまさと）、上野尻（かみのじり）の各ダムがあって、その人造湖により只見川・阿賀川の流れは緩やかなものになり、湖面に映える新緑、紅葉、雪景色が有名である。

## 越後三山只見国定公園への編入
中央環境審議会自然公園等小委員会は2021年6月、只見柳津県立自然公園の越後三山只見国定公園への編入をおおむね承認した。福島県の自然公園廃止手続などを経て2021年秋までに国定公園に編入される予定である。